# Клещенко, Николай Степанович
Николай Степанович Клещенко (1 ноября 1916, Зима, Иркутская губерния — 28 ноября 1976, Новосибирск) — советский работник промышленности, директор Новосибирского оловозавода (1960—1963 и 1970—1976).

## Биография
Родился 1 ноября 1916 года в Зиме Иркутской губернии. Из семьи рабочих. В 1940 году окончил Иркутский горно-металлургический институт, после чего занимал должности инспектора-металлурга Западно-Сибирской окружной гортехинспекции Наркомата цветной металлургии СССР, начальника смены золотоизвлекательной фабрики в посёлке Северо-Енисейск в Красноярском крае.
С 1942 по 1946 год служил в Красной армии, принимал участие в Сталинградской битве.
В 1946—1959 годах — начальник смены и начальник цеха Новосибирского аффинажного завода. В 1959—1960 и 1963—1970 годах — главный инженер Новосибирского оловозавода, а в 1960—1963 и 1970—1976 — директор этого предприятия. Был автором шести изобретений, введённых в производство, и ряда рационализаторских предложений.
Депутат Кировского районного Совета Новосибирска.

## Награды
Ордена Октябрьской Революции и Трудового Красного Знамени, медали.